# کورش و ذوالقرنین
کورش و ذوالقرنین   کتابی است شامل بر ۱۱ مقاله در مورد کوروش بزرگ، تحت ویرایش عسگر بهرامی منتشر شده است.
مجموعهٔ حاضر دربردارندهٔ مقالات ارائه شده در همایش «کورش هخامنشی و ذوالقرنین» است که در ششم خردادماه ۱۳۸۹ از سوی مرکز دائرةالمعارف بزرگ اسلامی برگزار شد. در این همایش، گذشته از چند سخنرانی افتخاری، سیزده مقالهٔ پذیرفته شده از سوی دبیرخانه نیز ارائه شد. با این همه یک مقاله (خضر و ذوالقرنین) که تا هنگام برگزاری همایش آماده نشده بود، نیز به این مجموعه افزوده شد. همچنین از میان دهها مقالهٔ ارزشمند که پیشتر در این زمینه‌ها منتشر شده‌اند و اغلب آنها اکنون در دسترس پژوهشگران نیستند، یک مقاله (کورش و کیخسرو) را با توجه به موضوع، و کسب اجازه از نویسندهٔ آن، به این مجموعه افزوده‌ایم. این دو مقاله را در بخش «پیوستها» آورده‌ایم که در پایان آن نیز فهرستی زیر عنوان «پاره‌ای نوشته‌ها در بارهٔ کورش بزرگ، پادشاه هخامنشی» آمده است. و سرانجام اینکه برای کامل‌تر شدن کتاب، گزارشی از روند برگزاری همایش و سخنرانیهای ارائه شده را هم به آغاز آن افزوده‌ایم. گفتنی است که برای یکدست شدن مجموعه کوشیده‌ایم تا جای ممکن رسم‌الخط همهٔ مقالات به یک شیوه درآید، جز مقالهٔ «ذوالقرنین: اسکندر یا کورش؟» که به خواست و تأکید نویسنده، به شیوهٔ ایشان آمده است.